# Sakla (Hiiumaa)
Koordinaten: 58° 57′ N, 22° 50′ O
Sakla ist ein Dorf (estnisch küla) in der Landgemeinde Hiiumaa (bis 2017: Landgemeinde Pühalepa). Es liegt auf der zweitgrößten estnischen Insel Hiiumaa (deutsch Dagö).
Sakla hat 32 Einwohner (Stand 31. Dezember 2011). Der Ort liegt acht Kilometer südöstlich der Inselhauptstadt Kärdla.